# Drept de proprietate
Dreptul de proprietate  este, conform Codului civil, dreptul unei persoane de a se bucura și dispune de un lucru în mod exclusiv și absolut, însă în limitele determinate de lege. În funcție de titular și caracteristici, proprietatea poate fi privată sau publică.

## Dreptul de proprietate privată

### Noțiune
Dreptul de proprietate privată este definit ca dreptul real principal care conferă titularului său atributele de posesie, folosință și dispoziție (jus possidendi, jus utendi, jus fruendi, jus abutendi) asupra bunului apropriat în formă privată, atribute care pot fi exercitate în mod absolut, exclusiv și perpetuu, cu respectarea limitelor materiale și a limitelor juridice . Poate fi titular al dreptului de proprietate privată atât o persoană fizică, cât și o persoană juridică, inclusiv statul. În cazul în care însă statul deține bunuri cu titluri de proprietate privată, acestea sunt supuse aceluiași regim juridic ca bunurile aflate în proprietatea oricărei alte persoane.
Posesia (jus possidendi) este dreptul de a stăpâni bunul. În acest sens este un element de drept, iar nu unul de fapt (care rezultă din stăpânirea concretă a bunului). Folosința (jus utendi și jus fruendi) cuprinde atât utilizarea bunului, cât și culegerea fructelor acestuia. Dispoziția (jus abutendi), are două elemente: dispoziția materială asupra bunului (în cazul bunurilor corporale (care exprimă posibilitatea de a modifica forma lucrului, a transforma, distruge sau consuma substanța acestuia) și dispoziția juridică (ce exprimă posibilitatea înstrăinării în tot sau în parte a dreptului de proprietate).

### Caracterele juridice ale dreptului de proprietate privată
Dreptul de proprietate privată este un drept absolut, exclusiv și perpetuu. Dreptul de proprietate este un drept absolut pentru că titularul său are libertatea oricărei acțiuni sau inacțiuni în legătură cu bunul său. Caracterul exclusiv cuprinde două idei: monopolul titularului dreptului de proprietate asupra bunului său și excluderea terților, inclusiv a autorităților publice, de la exercitarea prerogativelor proprietății. În fine, dreptul de proprietate este perpetuu, în sensul că el durează atâta vreme cât există și bunul care face obiectul dreptului; în plus, dreptul de proprietate nu se stinge prin neuz și nu poate fi pierdut prin intervenția prescripției extinctive.

### Limitele exercitării dreptului de proprietate privată
Limitele exercitării dreptului de proprietate pot fi materiale sau juridice. Limitele materiale, în cazul bunurilor corporale, constau în limitele fizice ale bunului. În cazul terenurilor, de pildă, proprietarul își poate exercita atributele dreptului său pe toată suprafața terenului, inclusiv deasupra acestuia (până la limita inferioară a spațiului aerian, care este obiect al dreptului de proprietate publică),  și în subsol, cu mențiunile că, potrivit Constituției, bogățiile subsolului fac obiectul exclusiv al proprietății publice și că subsolul poate fi utilizat pentru efectuarea de lucrări de interes general, sub condiția însă a despăgubirii proprietarului.
Limitele juridice se stabilesc fie prin lege, fie de către o instanță judecătorească, fie de către proprietar, printr-un act juridic încheiat de acesta. Ele sunt o modalitate de limitare a exercițiului absolut al dreptului de proprietate într-un mod care să concilieze interesul particular al proprietarului cu cel general sau cu interesele altor particulari. 
Exemple de astfel de limitări juridice (care sunt de regulă prezentate sub forma dreptului de servitute sunt: obligația de îngrădire a caselor, curților și grădinilor, obligația de a respecta o distanță minimă față de proprietatea vecină în cazul realizării de plantații sau construcții, dreptul de trecere pe proprietate vecină în cazul lipsei unui drum de acces la drumul public etc.
Alte limitări juridice aduse exercițiului dreptului de proprietate sunt reglementările care țin de disciplina în construcții, regimul terenurilor forestiere și agricole, posibilitatea aplicării, în anumite condiții a unor măsuri de rechiziție, expropriere sau confiscare a bunurilor etc.

### Dezmembrămintele dreptului de proprietate privată
Dezmembrămintele dreptului de proprietate sunt acele drepturi reale deținute asupra unui bun al altei persoane. Ele conferă titularului lor numai o parte din atributele dreptului de proprietate, de regulă cel al folosinței bunului. Acestea sunt dreptul de uzufruct, dreptul de uz, dreptul de abitație, dreptul de servitute și dreptul de superficie.

### Diferența între dreptul de proprietate și posesie
Dreptul de proprietate nu ar trebui confundat cu posesia. Diferența esențială între cele două drepturi este aceea că posesia poate fi exercitată nu doar de către proprietarul bunului, ci și de către o altă persoane care se comportă față de respectivul bun ca și cum ar fi proprietar. 

## Dreptul de proprietate publică

### Noțiune
Dreptul de proprietate publică este dreptul real principal, inalienabil, insesizabil, imprescriptibil, care conferă atributele de posesie, folosință și dispoziție asupra unui bun, care, prin natura sa sau prin declarație a legii, este de uz sau de utilitate publică, atribute care pot fi exercitate în mod absolut, exclusiv și perpetuu, cu respectarea limitelor materiale și a limitelor juridice . Titularul dreptului de proprietatea publică poate fi statul sau o unitate administrativ-teritorială.
Bunurile de uz public sunt bunurile la a căror utilizare au acces toți membrii comunității, indiferent de momentul sau durata acestei utilizări. Exemple de astfel de bunuri sunt: drumurile naționale sau locale (în cadrul unor suprafețe mai mari de teren care sunt obiect al proprietății private pot exista însă și drumuri private), bibliotecile publice naționale sau locale etc.
Bunurile de interes public sunt bunurile care, deși nu sunt accesibile uzului public, sunt afectate funcționării serviciilor publice (clădiri ale ministerelor și altor instituții publice, echipamente și instalații destinate apărării naționale etc.) sau sunt destinate să realizeze în mod direct un interes național sau local (bogățiile subsolului, opere de artă etc.). 
Bunurile care fac parte din domeniul public pot fie exploatate în următoarele modalități:
- drept de administrare;
- drept de concesiune;
- drept de folosință gratuită asupra bunurilor proprietate publică.

### Caracterele juridice ale dreptului de proprietate publică
Dreptul de proprietate publică are următoarele caractere:
- este un drept inalienabil, în sensul că nu poate fi înstrăinat;
- este un drept insesizabil, neputând fi obiect al procedurilor de executare silită;
- este un drept imprescriptibil, în sensul că bunurile care fac obiect al proprietății publice nu pot fi dobândite de terțe părți prin uzucapiune (prescripție achizitivă).

## Vezi și
- Dreptul de proprietate al străinilor

1. ↑  „Dreptul de proprietate și atributele sale: posesia, folosința și dispoziția”.